# Municipio de Terrenate
El municipio de Terrenate es uno de los 60 municipios del estado mexicano de Tlaxcala. Su cabecera es la localidad de Terrenate.
La región en la que se ubica es la de mayor altura en la entidad, encontrándose la cabecera municipal a 2.680 metros sobre el nivel del mar. La localidad de San José Villarreal, una de las más grandes, por ejemplo, se encuentra a 3.080 m s. n. m.
El significado del nombre proviene de la lengua Yu mhu u otomí tlaxcalteca ya que la población nativa es de origen otomí. Terrenate es una castellanización del vocablo Tir näthe que significa "donde corre o riega el agua".

## Ubicación geográfica
Se localiza en el extremo noreste del estado, y limita al norte con los municipios de Emiliano Zapata y Lázaro Cárdenas; al sur con el municipio de Huamantla; al este con el estado de Puebla (municipio de Ixtacamaxtitlán); al sureste con el municipio de Atltzayanca; al oeste con el municipio de Tetla de la Solidaridad; y al suroeste con el municipio de Xaloztoc.

## Actividades económicas
La principal actividad económica es la agricultura. Los habitantes se dedican a la producción agropecuaria, en la siembra y cosecha de granos y semillas y la cría de ganado. En San José Villarreal destaca el cultivo de papa, por lo propicio de su clima.
En años recientes el municipio ha incursionado con éxito al sector turístico por el atractivo que representan sus haciendas restauradas que ofrecen servicios de hospedaje y alimentación, vuelos en globo aerostático, senderismo, cabalgatas y ecoturismo.
Impulso notable han tenido actividades como la apicultura con la denominada Ruta de la Miel en Guadalupe Victoria, y la producción de grana cochinilla en Toluca de Guadalupe.
Se cultiva principalmente maíz, frijol, haba, papa, trigo y cebada, básicamente para consumo de las mismas familias que los cultivan.
Este municipio tiene un alto índice de migración casi en su totalidad hacia los Estados Unidos, para satisfacer las necesidades de las familias, sobre todo en personas jóvenes menores de 30 años, y las más de las veces, población sin haber terminado estudios básicos.

## Localidades
En 1995, las localidades de los actuales municipios de Emiliano Zapata y Lázaro Cárdenas dejaron de formar parte del municipio de Terrenate al ser creados 16 nuevos municipios en la entidad, segregándose de este.
El municipio cuenta con 7 localidades o pueblos, incluyendo la cabecera municipal, y otras tantas rancherías dispersas en su territorio, las cuales se consideran como tales al tener una población no mayor a los 100 habitantes.
Localidades
- San Nicolás Terrenate (colonias Centro, Chipilo y Chapultepec)
- Toluca de Guadalupe
- Nicolás Bravo
- San José Villarreal
- El Capulín
- Guadalupe Victoria (Tepetates)
- Los Ameles (Acolco)

Rancherías
Rancho San Miguel, La Candelaria, El Ocote (Las Pozas), Ranchería El Rincón, Caja de Agua, El Pilancón, Rancho San Juan, Rancho Guadalupe, Cortesco, La Rosa, La Guadalupana, Santa Ana, Las Sabinas, La Presa, Rancho Viejo, La Loma, Rancho San Nicolás, La Lobera, La Pera, Tlalmotoca, Mozorongo, Puerta Colorada, El Palomar, El Carpintero, San Isidro, La Colonia, La Ascensión (Santa Lucía), San Pedro de Guadalupe, La Mesa (La Cumbre), Cuatro Caminos (El Rosario) y El Mirador.
Estas tres últimas, La Mesa, Cuatro Caminos y El Mirador, se encuentran divididas territorialmente entre los límites de los estados de Tlaxcala y Puebla (municipio de Ixtacamaxtitlán). Esto se debe a que la línea limítrofe estatal de estas dos entidades, la cual atraviesa por en medio de dichas localidades, no está muy claramente definida como límite estatal debido al relieve irregular del terreno.
Lo mismo ocurre con la cercana localidad de La Caldera, pero esta más bien se considera administrativa y territorialmente perteneciente en su totalidad al municipio de Ixtacamaxtitlán, Puebla.

## Instituciones educativas

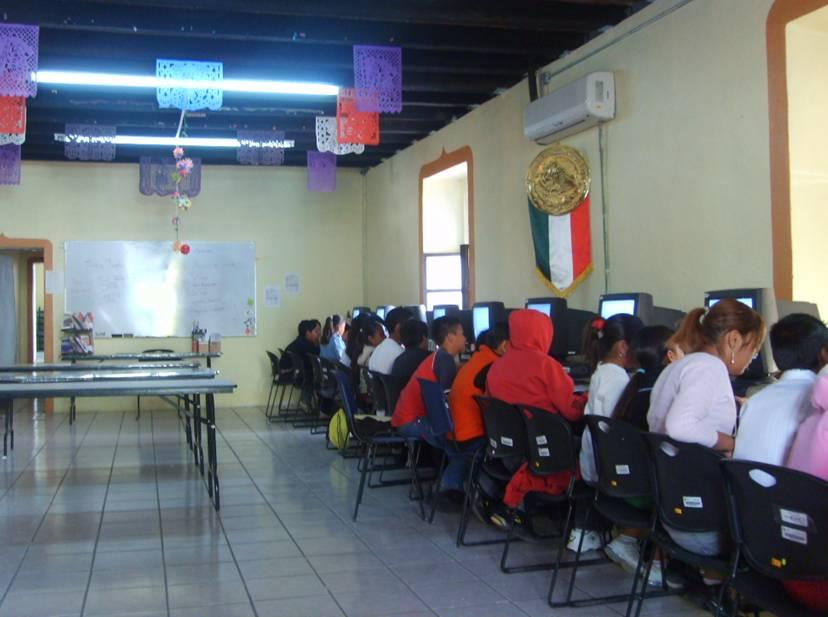
Cursos de computación en la Plaza Comunitaria e-México.

Terrenate cuenta con Instituciones de los niveles preescolar, primaria, secundaria, y bachillerato.
La cabecera municipal cuenta con dos Jardines de Niños, tres escuelas primarias, una Escuela Secundaria Técnica y un Bachillerato (Colegio de Estudios Científicos y Tecnológicos del Estado [CECyTE]). También aquí se localiza la Biblioteca Pública Municipal.
En la cabecera funciona además una Plaza Comunitaria e-México, del Instituto Tlaxcalteca para la Educación de los Adultos (INEA), que brinda Educación Básica a la población adulta conforme al sistema abierto, y a la población en general con diversos servicios a la comunidad.
Cuentan con escuela primaria las localidades de Toluca de Guadalupe, Guadalupe Victoria, El Capulín, Nicolás Bravo y Villareal; con telesecundaria las de Toluca de Guadalupe, Nicolás Bravo y Villareal, así como esta última cuenta además con una Preparatoria Ambientalista.
Se han establecido Centros Comunitarios de Aprendizaje (CCA) en El Capulín, Toluca de Guadalupe y Villareal, mientras que las comunidades menores reciben educación por parte de programas como INEA y CONAFE (Consejo Nacional de Fomento Educativo).
Los jóvenes asisten a universidades fuera del municipio, pero cercanas a este, como la Universidad Autónoma de Tlaxcala, el Instituto Tecnológico de Apizaco y la Universidad Tecnológica de Tlaxcala. Una cantidad considerable, asisten a cursarla en la ciudad de Puebla, usualmente radicando en la misma.

## Acervo cultural
Construcciones religiosas

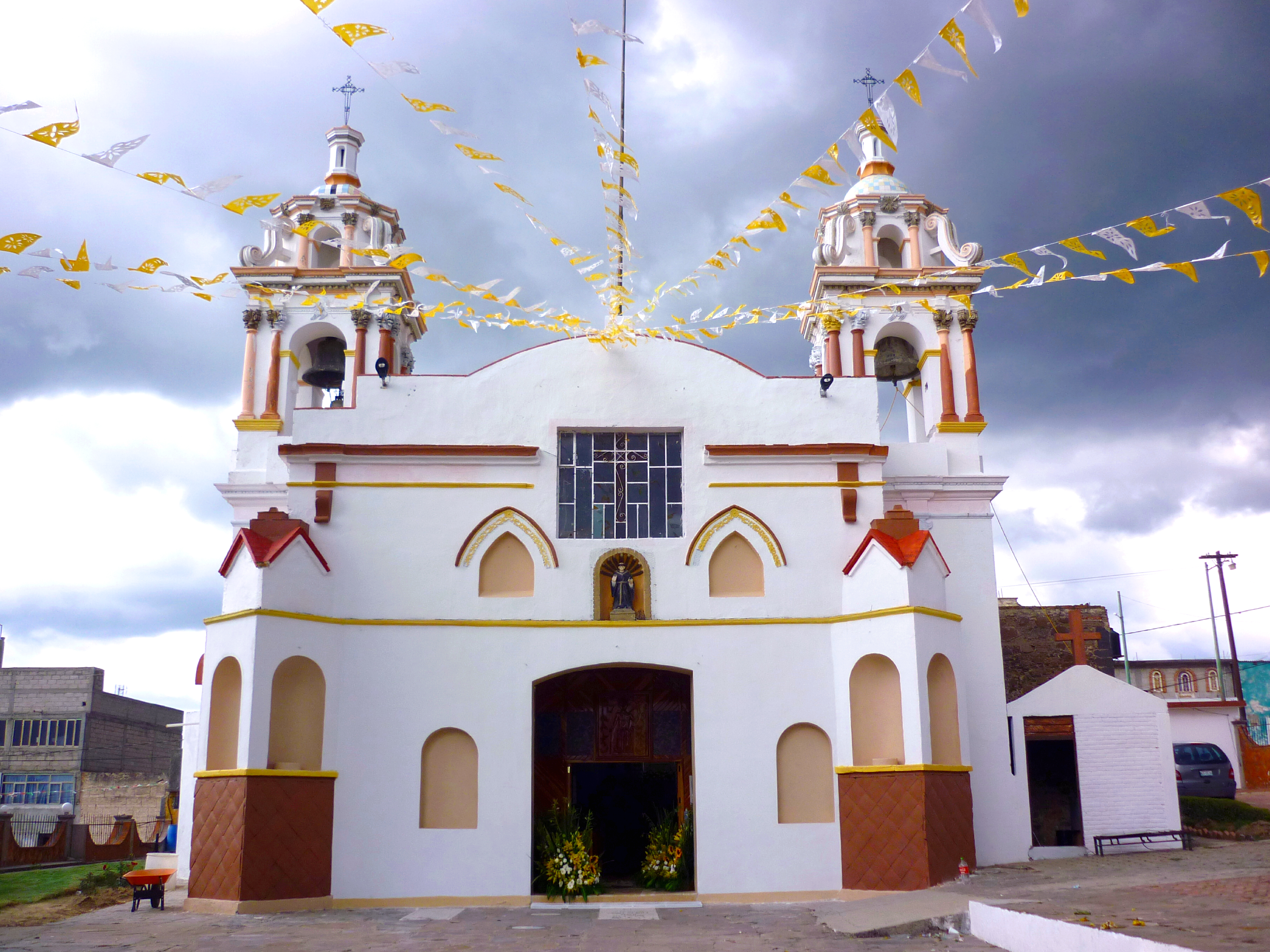
Templo de San Nicolás de Tolentino en la cabecera municipal. Data del.

El Templo de San Nicolás de Tolentino en la cabecera municipal, que data del siglo XVII, y el Templo de Nuestra Señora de Guadalupe en Toluca de Guadalupe, son construcciones religiosas destacables por su antigüedad, además de las propias capillas de las haciendas que se conservan en el municipio.
Ex haciendas y ranchos
Existen varias ex haciendas en el municipio de Terrenate, algunas muy conservadas y de propiedad particular, y otras que sólo conservan su casco o alguna que otra ruina de ellas, ya abandonadas.

Anteriormente hubo mucha actividad en las haciendas del municipio como en las del todo el país, convirtiéndose en el lugar de trabajo de los habitantes de la población. Algunas de ellas se mencionan a continuación:

Hacienda de San Pedro Tenexac, del siglo XVII, una de las más sobresalientes en el estado de Tlaxcala, que cuenta con declaratoria de Monumento Histórico por el INAH y que ha sido escenario para la grabación de múltiples películas y telenovelas mexicanas y extranjeras.

Además, se encuentran las de San Diego Baquedano, Concepción La Noria, La Candelaria, San Juan Tepeyahualco, San Francisco Teometitla, y los ranchos Las Sabinas, El Pilancón, La Rosa, Rancho Viejo y El Capulín.